# XPointer
XPointer je metoda adresování komponent XML souborů. Jedná se o zobecnění identifikátoru fragmentu známého z HTML odkazů, kde <a href="http://www.domena.top/cesta/dokument.html#jmeno_casti"> se odkazuje na element s id="jmeno_casti" v dokument.html.
XPointer slouží pro výběr části XML dokumentu. Je navržen tak, aby vyhovoval struktuře XML, včetně textového obsahu a jiných informačních objektů, které vzniknou při analýze dokumentu. XPointer používá 3 schémata: element() pro poziční výběru elementu; xmlns() pro jmenné prostory a xpointer() pro adresování ve stylu XPath.
XPointer je krytý bezplatným technologickým patentem, který vlastnila firma Sun Microsystems.

## Standardy
XPointer tvoří čtyři standardy:
- „framework“ tvoří základ pro identifikaci XML fragmentů[2]
- poziční schéma adresování prvků[3]
- schéma pro jmenné prostory[4]
- schéma pro adresování založené na XPath[5]

XPointer Framework je doporučení vydané v březnu 2003
.

## Poziční adresování elementů
Schéma element() poskytuje poziční adresování vnořených elementů podobné jednoduchým XPath adresám, ale následujícími kroky mohou být pouze čísla reprezentující pořadí vnořeného elementu v příslušné větvi stromu.

## Příklad
Pro následující fragment:
```
<foobar
 
id=
"foo"
>

  
<bar/>

  
<baz>

    
<bom
 
a=
"1"
/>

  
</baz>

  
<bom
 
a=
"2"
/>

</foobar>

```

jsou výsledky použití XPointer následující:
```
 xpointer(id("foo")) => foobar
 xpointer(/foobar/1) => bar
 xpointer(//bom) => bom (a=1), bom (a=2)
 element(/1/2/1) => bom (a=1) (/1 sestoupí do prvního prvku (foobar),
                               /2 sestoupí do druhého dítěte (baz),
                               /1 vybere první dítě (bom))
```